# Rhopalophora dyseidia
Rhopalophora dyseidia är en skalbaggsart som beskrevs av Martins och Dilma Solange Napp 1989. Rhopalophora dyseidia ingår i släktet Rhopalophora och familjen långhorningar. Inga underarter finns listade i Catalogue of Life.